# بازیافت (فیلم)
بازیافت (لهستانی: Z odzysku) یک فیلم درام لهستانی به کارگردانی سواوامیر فابیتسکی است که در سال ۲۰۰۶ منتشر شد. از بازیگران آن می‌توان به یاتسک براچیاک، الگا فریچ، دوروتا پومیکاوا و یژی ترلا اشاره کرد.
این فیلم در بخش نوعی نگاه در جشنواره فیلم کن ۲۰۰۶ به نمایش درآمد.

## بازیگران
- یاتسک براچیاک
- الگا فریچ
- دوروتا پومیکاوا
- یژی ترلا
- اریک لوبوس
- آنتونی پاولیتسکی
- وویچیخ ژیلینسکی
- آدام بائومن